# Allgäu-Schwäbisches Dorfschulmuseum

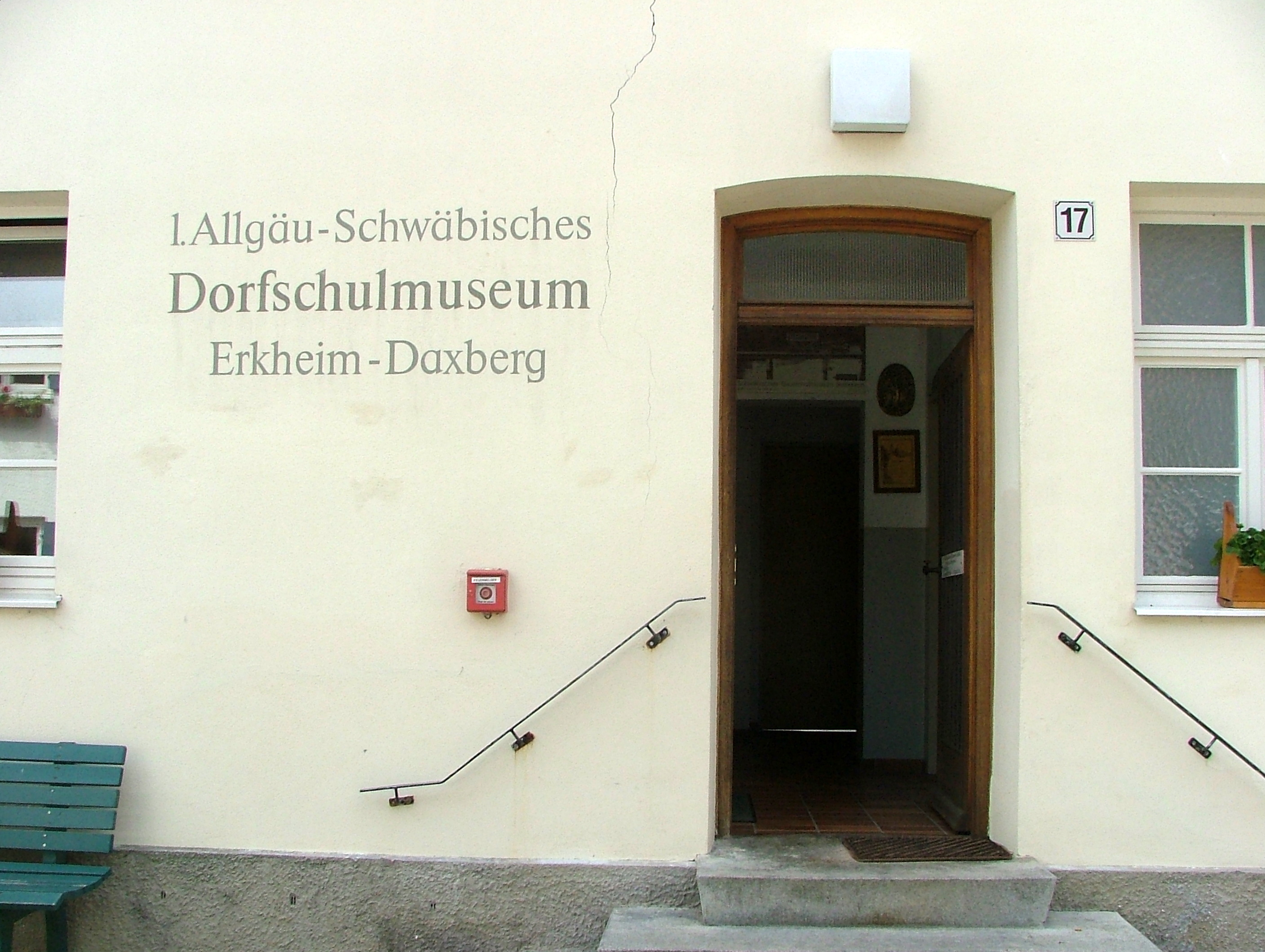
Eingang zum Dorfschulmuseum

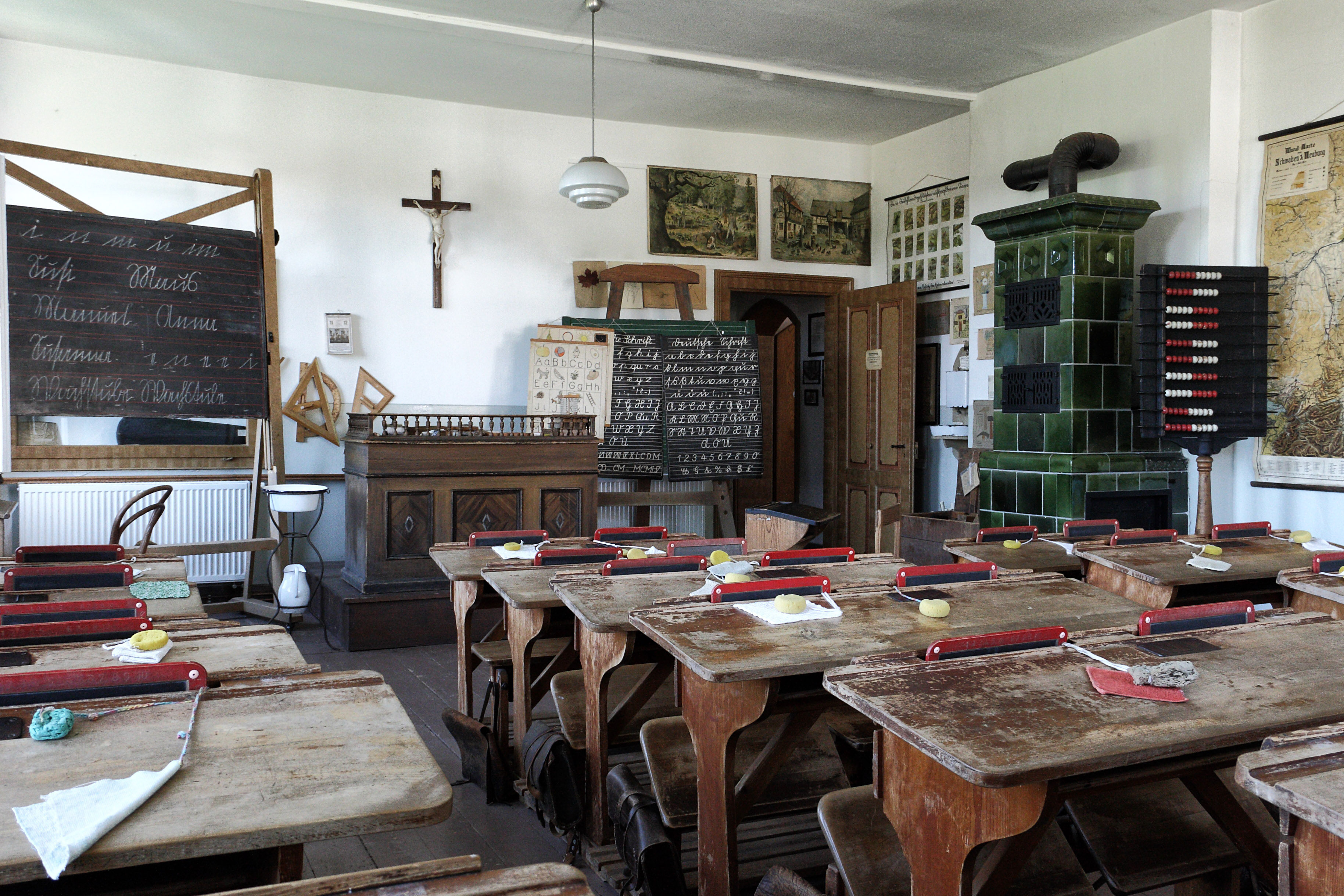
Dorfschulmuseum Erkheim – Daxberg; Klassenraum – aus der Sicht eines „Hinterbänklers“

Das Erste Allgäu-Schwäbische Dorfschulmuseum in Daxberg bei Erkheim im Landkreis Unterallgäu ist ein Schulmuseum, das 1988 eröffnet wurde und die Situation dieses Schuljahres widerspiegelt.
Seit 1988 ist es im 1885 erbauten alten Schulhaus des Ortes untergebracht. In der Daxberger Zwergschule wurden acht Schuljahrgänge in einer einzigen Klasse unterrichtet.
Der Unterrichtssaal (Möbel aus den 1940er Jahren) mit dem daneben befindlichen Lehrmittelraum ist noch original ausgestattet mit einem erhöhten Lehrerpult, zweisitzigen Schulbänken, Kachelofen usw. In dem Museum geben altes Schreibwerkzeug, eine mechanische Zählmaschine und andere Unterrichtsgegenstände, sowie zahlreiche alte Schulbücher einen lebendigen Eindruck von einer einklassigen Dorfschule der damaligen Zeit.
Das Dorfschulmuseum ist als Museum „zum Anfassen“ konzipiert. Es bietet Führungen und Aktionstage an und veranstaltet zusätzliche Sonderausstellungen. Träger ist der „Heimatpflege-Verein Markt Erkheim“.